# Coupe intercontinentale 2002
La Coupe intercontinentale 2002 est la quarante-et-unième édition de la Coupe intercontinentale. Le match oppose le club espagnol du Real Madrid CF, vainqueur de la Ligue des champions de l'UEFA 2001-2002 aux Paraguayens du Club Olimpia, vainqueur de la Copa Libertadores 2002. C'est la cinquième participation à cette compétition pour le club espagnol, vainqueur en 1960 et en 1998, et la troisième pour le club paraguayen, qui l'a remportée en 1979.
Le match se déroule au Stade international de Yokohama au Japon devant 66 070 spectateurs, et est dirigé par l'arbitre brésilien Carlos Simon. Le Real l'emporte sur le score de deux buts à zéro, remportant ainsi sa troisième coupe intercontinentale. Son attaquant brésilien Ronaldo, auteur du premier but de la rencontre, est élu homme du match. En 2017, le Conseil de la FIFA a reconnu avec document officiel (de jure) tous les champions de la Coupe intercontinentale avec le titre officiel de clubs de football champions du monde, c'est-à-dire avec le titre de champions du monde FIFA, initialement attribué uniquement aux gagnantsles de la Coupe du monde des clubs FIFA.

## Feuille de match
| 3 décembre 2002 | Real Madrid            | 2 - 0   | Club Olimpia | Stade international de Yokohama               |                                               |
|                 | Ronaldo 14e · Guti 84e | (1 - 0) |              | Spectateurs : 66 070 Arbitrage : Carlos Simon | Spectateurs : 66 070 Arbitrage : Carlos Simon |
|                 | Rapport                |         |              | Spectateurs : 66 070 Arbitrage : Carlos Simon | Spectateurs : 66 070 Arbitrage : Carlos Simon |

| Real Madrid | Olimpia |

| Real Madrid :      |    |                   |     |     |
|                    |    |                   |     |     |
| G                  | 1  | Iker Casillas     |     |     |
| D                  | 2  | Michel Salgado    |     |     |
| D                  | 4  | Fernando Hierro   |     |     |
| D                  | 6  | Iván Helguera     |     |     |
| D                  | 3  | Roberto Carlos    | 89e |     |
| M                  | 24 | Claude Makélélé   |     |     |
| M                  | 18 | Esteban Cambiasso |     | 90e |
| M                  | 10 | Luís Figo         |     |     |
| M                  | 5  | Zinédine Zidane   | 86e |     |
| A                  | 7  | Raúl              |     |     |
| A                  | 11 | Ronaldo           |     |     |
| Remplaçants :      |    |                   |     |     |
| D                  | 22 | Francisco Pavón   |     | 90e |
| A                  | 14 | Guti              |     | 82e |
| A                  | 21 | Santiago Solari   |     | 84e |
| Entraîneur :       |    |                   |     |     |
| Vicente del Bosque |    |                   |     |     |

| Club Olimpia : |    |                              |     |     |
|                |    |                              |     |     |
| G              | 1  | Ricardo Tavarelli            |     |     |
| D              | 2  | Néstor Isasi (en)            |     |     |
| D              | 3  | Nelson Zelaya (en)           |     |     |
| D              | 15 | Pedro Benítez                |     |     |
| D              | 4  | Juan Ramón Jara              |     |     |
| M              | 5  | Julio César Cáceres          | 34e |     |
| M              | 6  | Julio César Enciso           |     |     |
| M              | 11 | Fernando Gastón Córdoba (en) |     | 65e |
| M              | 10 | Sergio Órteman (en)          |     |     |
| A              | 8  | Hernán Rodrigo López         |     |     |
| A              | 9  | Miguel Ángel Benítez         |     | 81e |
| Remplaçants :  |    |                              |     |     |
| A              | 7  | Richart Báez                 |     | 65e |
| A              | 17 | Mauro Caballero              |     | 81e |
| Entraîneur :   |    |                              |     |     |
| Nery Pumpido   |    |                              |     |     |

| Homme du match: Ronaldo (Real Madrid) |